# ソンマリーヴァ・デル・ボスコ
ソンマリーヴァ・デル・ボスコ（伊: Sommariva del Bosco）は、イタリア共和国ピエモンテ州クーネオ県にある基礎自治体（コムーネ）。

## 地理

### 位置・広がり
| 隣接するコムーネは以下の通り。括弧内のTOはトリノ県所属を示す。 - バルディッセーロ・ダルバ - カラマーニャ・ピエモンテ - カルマニョーラ (TO) - カヴァッレルマッジョーレ - チェレゾーレ・アルバ - ラッコニージ - サンフレ - ソンマリーヴァ・ペルノ |

#### 地震分類
イタリアの地震リスク階級 (it) では、3 に分類される
。

## 行政

### 分離集落
ソンマリーヴァ・デル・ボスコには、以下の分離集落（フラツィオーネ）がある。
- Agostinassi, Gabrielassi, Grangia, Maniga, Paolorio, Pessine, Ricchiardo, Tavelle

## 姉妹都市
- Porteña、アルゼンチン 1998年